# SS Oregon
El SS Oregon fue un transatlántico británico de pasajeros, botado en 1883, que batió récords y ganó el Blue Riband para la Guion Line como el transatlántico más rápido del océano Atlántico en 1884. Tras unos pocos viajes, fue vendido a la Cunard Line y continuó mejorando sus tiempos de travesía para su nuevo propietario. En 1885, el Oregon fue fletado a la Marina Real Británica como crucero auxiliar, y su éxito en esta función hizo que el Almirantazgo subvencionara buques adecuados para su rápida conversión en caso de crisis. Regresó al servicio de Cunard en noviembre de 1885 y cuatro meses más tarde colisionó contra una goleta cuando se aproximaba a Nueva York. Prácticamente todas las personas a bordo fueron rescatadas antes de que el Oregon se hundiera. Su pecio, a 18 millas al sur de Long Island, siguen siendo un popular lugar de buceo.

## Hundimiento
En lo que se suponía iba a ser uno de sus últimos viajes a Nueva York, el Oregon zarpó de Liverpool el 6 de marzo de 1886 con 852 personas a bordo, 647 pasajeros (186 de primera clase, 66 de segunda y 395 de tercera) y una tripulación de 205, junto con 1.835 toneladas de carga y 598 sacos de correo, bajo el mando del capitán Phillip Cottier. Alrededor de las 04:30 horas del 14 de marzo -sólo unas horas antes de su llegada prevista a la ciudad de Nueva York (a unas 15 millas al oeste)- colisionó contra una goleta no identificada, muy probablemente la Charles H. Morse, que desapareció en esas aguas alrededor de la misma hora. Evidentemente, la goleta se hundió casi inmediatamente tras el impacto con todos sus tripulantes.

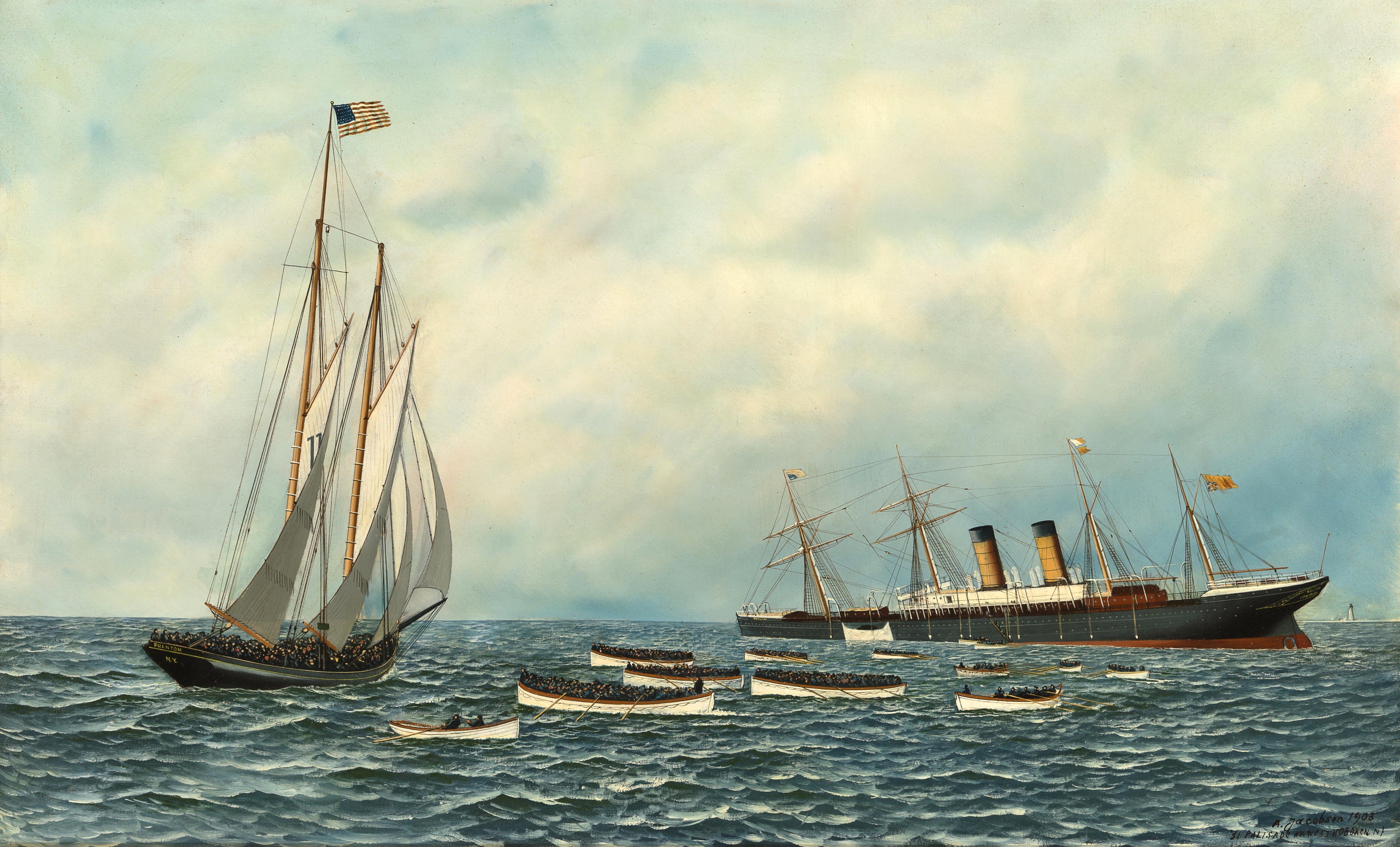
El SS Oregon se hunde en 1886 tras una colisión. Todos los tripulantes son rescatados por el bote piloto Phantom. Representado en un cuadro de 1902 de Antonio Jacobsen.

El agujero en el costado del Oregon fue descrito por un pasajero como lo suficientemente grande para un caballo y un carruaje. Mientras que el primer oficial, que estaba de guardia en el puente en el momento de la colisión y apenas había visto las luces de la goleta antes de que se estrellara contra el costado del transatlántico, describió la colisión como un simple "golpe de refilón", varios pasajeros que se habían acuartelado en camarotes cercanos al punto de colisión la describieron como un terrible choque. La tripulación intentó sin éxito tapar el agujero con lona. Dos horas después de la colisión, el capitán ordenó abandonar el Oregon, pero en los diez botes salvavidas y las tres balsas de emergencia que llevaba a bordo sólo cabía la mitad de las 852 personas que iban a bordo.
Una mujer llamada Sra. W.H. Hurst, que había viajado en primera clase junto con su marido, fue una de las varias pasajeras que más tarde afirmaron que durante la evacuación, un grupo de fogoneros y trimmers de las salas de calderas habían intentado adelantarse a las mujeres y los niños para subir a los botes salvavidas, y señaló haber visto que el primer bote botado estaba completamente lleno de ellos. A continuación, señaló que los oficiales encargados de la evacuación y varios pasajeros varones consiguieron restablecer el orden en la cubierta del bote por encima de estos hombres. Durante la evacuación, el jugador de críquet de primera clase Charles Waller cayó por la borda y se ahogó.
Finalmente, a las 8:30 AM, el bote piloto Phantom y la goleta Fannie A. Gorham respondieron a las bengalas de emergencia del Oregon y embarcaron a todos los pasajeros y tripulación. A las 10:30 llegó también el SS Fulda del Norddeutscher Lloyd, y los pasajeros y la tripulación fueron trasladados de nuevo. Ocho horas después de la colisión, el Oregon se hundió de proa en 125 pies de agua. Los mástiles permanecieron por encima del agua durante varias mareas.
Cunard envió buzos al pecio para determinar si se podía salvar el Oregon. Sin embargo, el casco se rompió al tocar fondo. Las pérdidas ascendieron a 3.166.000 dólares, de los cuales 1,25 millones correspondían al buque, 700.000 a su carga, 216.000 al equipaje de los pasajeros y 1 millón a las divisas y otros objetos de valor transportados por correo. El sobrecargo del Oregon consiguió salvar un gran cargamento de diamantes en la caja fuerte del barco.
Con el paso de los años, el casco y las cubiertas de hierro del barco se han derrumbado. Sin embargo, la máquina sigue en pie a 12 metros sobre el fondo del océano, cerca de las nueve calderas del barco.